# Periophthalmus walailakae
Periophthalmus walailakae es una especie de peces de la familia de los Gobiidae en el orden de los Perciformes.

## Morfología
Los machos pueden llegar a alcanzar los 11,6 cm de longitud total.

## Distribución geográfica
Se encuentra en la costa  tailandesa del Mar de Andaman.

## Observaciones
Es inofensivo para los humanos.